# Elatostema novoguineense
Elatostema novoguineense là loài thực vật có hoa trong họ Tầm ma. Loài này được Warb. mô tả khoa học đầu tiên năm 1891.